# Élections européennes de 2019 en Belgique
Les élections européennes de 2019 en Belgique sont les élections des députés de la neuvième législature du Parlement européen, qui se déroulent du 23 mai au 26 mai 2019 dans tous les États membres de l'Union européenne, dont la Belgique où elles ont lieu le 26 mai 2019. Le scrutin se déroulera simultanément aux élections fédérales et régionales belges.
Malgré le départ du Royaume-Uni de l'Union européenne, la Belgique élira en 2019 le même nombre de députés au Parlement européen qu'en 2014, soit 21 députés.
Les résultats sont similaires aux tendances des élections fédérales et régionales ayant lieu en Belgique le même jour : les partis traditionnels et la N-VA baissent au profit d'autres partis : le Vlaams Belang du côté flamand et Ecolo et le PTB (qui obtient son premier siège européen) du côté francophone.
Sur 21 députés européens élus en Belgique, un tiers sont eurosceptiques (trois N-VA, trois Vlaams Belang et un PTB). 
Les libéraux de Renew Europe (Open Vld et MR) arrivent tout de même encore en tête avec 17,13 % des voix et sont suivis de très près par les socialistes (PS et sp.a) et les écologistes avec respectivement 16,19 % et 15,12 % des voix. L'alliance nationaliste flamande N-VA, membre du parti eurosceptique CRE, arrive en 4e position avec 14,17 % des voix.

## Mode de scrutin
Les électeurs inscrits en Belgique sont représentés par 21 députés :
- 12 élus par le Collège néerlandophone ;
- 8 élus par le Collège francophone ;
- 1 élu par le Collège germanophone, qui est donc de facto élu à la suite d'un scrutin uninominal majoritaire à un tour.

Sont électeurs et éligibles tous les citoyens européens inscrits sur les listes électorales en Belgique. 
En Belgique, le vote est obligatoire, ce qui se traduit par un taux d'abstention plus faible que dans la plupart des autres États membres.

## Contexte
Au niveau européen, le scrutin intervient dans un contexte inédit. La mandature 2014-2019 a en effet vu intervenir plusieurs événements susceptibles d'influer durablement sur la situation politique européenne, comme le référendum sur l'appartenance du Royaume-Uni à l'Union européenne en 2016, l'arrivée ou la reconduction au pouvoir dans plusieurs pays de gouvernements eurosceptiques et populistes (en Hongrie en 2014, en Pologne en 2015, en Autriche en 2017 et en Italie en 2018) et l'adoption de l'Accord de Paris sur le climat en 2015. Les élections interviennent alors que la Commission européenne est présidée depuis 15 ans par le Parti populaire européen (PPE) ; la Commission sortante, présidée par Jean-Claude Juncker, rassemble des membres du PPE, de l'Alliance des libéraux et des démocrates pour l'Europe et du Parti socialiste européen.
En Belgique, les élections prennent place le même jour que les élections fédérales et régionales. Entre 2014 et 2018, c'est le gouvernement Michel, rassemblant le MR, la N-VA, l'Open-VLD et le CD&V, qui fut à la tête du pays. En décembre 2018, la N-VA quitta le gouvernement Michel sur un désaccord autour du Pacte de Marrakech sur les migrations. Depuis décembre 2018, le gouvernement Michel II est chargé des affaires courantes.

## Campagne

### Candidats

#### Collège francophone (8 sièges)
| Parti politique | Parti politique                  | Positionnement et idéologie                                                          | Chef de file               | Affiliation européenne | Députés sortants | Députés sortants |
| Parti politique | Parti politique                  | Positionnement et idéologie                                                          | Chef de file               | Affiliation européenne | Nombre           | Groupe politique |
| --------------- | -------------------------------- | ------------------------------------------------------------------------------------ | -------------------------- | ---------------------- | ---------------- | ---------------- |
|                 | Mouvement réformateur MR         | Centre droit Libéralisme, social-libéralisme                                         | Olivier Chastel            | ALDE                   | 3 / 8            | ALDE             |
|                 | Parti socialiste PS              | Gauche Social-démocratie, progressisme                                               | Paul Magnette              | PSE                    | 3 / 8            | S&D              |
|                 | Ecolo                            | Centre gauche Écologie politique                                                     | Philippe Lamberts          | PVE                    | 1 / 8            | Verts-ALE        |
|                 | Centre démocrate humaniste CdH   | Centre Démocratie chrétienne, humanisme                                              | Benoît Lutgen              | PPE                    | 1 / 8            | PPE              |
|                 | Parti du travail de Belgique PTB | Gauche à extrême gauche Socialisme, Marxisme, Unitarisme                             | Marc Botenga               |                        | 0 / 8            |                  |
|                 | DéFI                             | Centre Régionalisme, Défense des francophones, Libéralisme social                    | Benoit Cassart             |                        | 0 / 8            |                  |
|                 | Parti populaire PP               | Droite à extrême droite National-libéralisme, Libéral-conservatisme, Euroscepticisme | Yasmine Modrikamen-Dehaene | ADDE                   | 0 / 8            |                  |

#### Collège néerlandophone (12 sièges)
| Parti politique | Parti politique                               | Positionnement et idéologie                                               | Chef de file        | Affiliation européenne | Députés sortants | Députés sortants |
| Parti politique | Parti politique                               | Positionnement et idéologie                                               | Chef de file        | Affiliation européenne | Nombre           | Groupe politique |
| --------------- | --------------------------------------------- | ------------------------------------------------------------------------- | ------------------- | ---------------------- | ---------------- | ---------------- |
|                 | Nieuw-Vlaamse Alliantie N-VA                  | Centre droit à extrême droite Nationalisme flamand, Libéral-conservatisme | Geert Bourgeois     | CRE                    | 4 / 12           | CRE              |
|                 | Open Vlaamse Liberalen en Democraten Open-VLD | Centre droit Libéralisme, Libéralisme social                              | Guy Verhofstadt     | ALDE                   | 3 / 12           | ALDE             |
|                 | Christen-Democratisch en Vlaams CD&V          | Centre droit Démocratie chrétienne                                        | Kris Peeters        | PPE                    | 2 / 12           | PPE              |
|                 | Socialistische Partij Anders sp.a             | Gauche Social-démocratie                                                  | Kathleen Van Brempt | PSE                    | 1 / 12           | S&D              |
|                 | Groen                                         | Centre gauche Europhilie, écologie politique                              | Petra de Sutter     | PVE                    | 1 / 12           | Verts/ALE        |
|                 | Vlaams Belang VB                              | Droite à extrême droite Nationalisme flamand, Euroscepticisme             | Gerolf Annemans     |                        | 1 / 12           | ENL              |
|                 | Parti du travail de Belgique PVDA             | Gauche à extrême gauche Socialisme, Marxisme, Unitarisme                  | Line De Witte       |                        | 0 / 12           | GUE/NGL          |
|                 | Volt Europa Volt                              | Centre à centre gauche Progressisme, europhilie                           | Christophe Calis    |                        | 0 / 12           |                  |

#### Collège germanophone (1 siège)
| Parti politique | Parti politique                         | Positionnement et idéologie                      | Chef de file        | Affiliation européenne | Députés sortants | Députés sortants |
| Parti politique | Parti politique                         | Positionnement et idéologie                      | Chef de file        | Affiliation européenne | Nombre           | Groupe politique |
| --------------- | --------------------------------------- | ------------------------------------------------ | ------------------- | ---------------------- | ---------------- | ---------------- |
|                 | Christlich Soziale Partei CSP           | Centre droit Démocratie chrétienne               | Pascal Arimont      | PPE                    | 1 / 1            | PPE              |
|                 | Ecolo                                   | Centre gauche Écologie politique                 | Shqiprim Thaqi      | PVE                    | 0 / 1            |                  |
|                 | Partei für Freiheit und Fortschritt PFF | Centre Libéralisme, social-libéralisme           | Yves Derwahl        | ALDE                   | 0 / 1            |                  |
|                 | ProDG                                   | Centre droit Démocratie chrétienne, régionalisme | Lydia Klinkenberg   | UFCE                   | 0 / 1            |                  |
|                 | SP Regionalverband Ostbelgien SP        | Gauche Social-démocratie, progressisme           | Matthias Zimmermann | PSE                    | 0 / 1            |                  |
|                 | Vivant                                  | Droite Libéralisme                               | Alain Mertes        | ALDE                   | 0 / 1            |                  |
|                 | DierAnimal                              | Antispécisme Animalisme, antispécisme            | Reiner Barczinski   |                        | 0 / 1            |                  |

## Résultats

### Résultats nationaux
| Parti ou coalition       | Parti ou coalition                              | Voix      | %     | +/-           | Sièges | +/-           | Groupe  |
| ------------------------ | ----------------------------------------------- | --------- | ----- | ------------- | ------ | ------------- | ------- |
|                          | Nieuw-Vlaamse Alliantie (N-VA)                  | 954 048   | 14,17 | 2,62          | 3      | 1             | CRE     |
|                          | Vlaams Belang (VB)                              | 811 169   | 12,05 | 7,79          | 3      | 2             | ID      |
|                          | Open Vlaamse Liberalen en Democraten (Open LVD) | 678 051   | 10,07 | 2,77          | 2      | 1             | ALDE    |
|                          | Parti socialiste (PS)                           | 655 812   | 9,74  | 1,03          | 2      | 1             | PSE     |
|                          | Christen-Democratisch en Vlaams (CD&V)          | 617 651   | 9,17  | 3,39          | 2      | en stagnation | PPE     |
|                          | Parti du travail de Belgique (PTB)              | 566 274   | 8,42  | 4,91          | 1      | 1             | GUE/NGL |
|                          | Groen                                           | 525 908   | 7,81  | 1,13          | 1      | en stagnation | EGP     |
|                          | Ecolo                                           | 492 330   | 7,31  | 2,95          | 2      | 1             | EGP     |
|                          | Mouvement réformateur (MR)                      | 475 338   | 7,06  | 2,92          | 2      | 1             | ALDE    |
|                          | Socialistische Partij Anders (sp.a)             | 434 002   | 6,45  | 1,85          | 1      | en stagnation | PSE     |
|                          | Centre démocrate humaniste (CdH)                | 217 078   | 3,24  | 0,90          | 1      | en stagnation | PPE     |
|                          | DéFI                                            | 144 555   | 2,15  | 0,91          | 0      | en stagnation |         |
|                          | Parti populaire (PP)                            | 113 793   | 1,69  | 0,49          | 0      | en stagnation |         |
|                          | Volt                                            | 20 385    | 0,30  | Nv            | 0      | en stagnation |         |
|                          | Christlich Soziale Partei (CSP)                 | 14 247    | 0,21  | 0,03          | 1      | en stagnation | PPE     |
|                          | ProDG                                           | 5 360     | 0,08  | en stagnation | 0      | en stagnation |         |
|                          | Vivant                                          | 4 550     | 0,07  | 0,02          | 0      | en stagnation |         |
|                          | DierAnimal                                      | 606       | 0,01  | Nv            | 0      | en stagnation |         |
|                          |                                                 |           |       |               |        |               |         |
| Votes valides            | Votes valides                                   | 6 732 157 | 93,68 |               |        |               |         |
| Votes blancs et nuls     | Votes blancs et nuls                            | 454 520   | 6,32  |               |        |               |         |
| Total                    | Total                                           | 7 186 677 | 100   | -             | 21     | en stagnation | -       |
| Abstentions              | Abstentions                                     | 936 308   | 11,53 |               |        |               |         |
| Inscrits / Participation | Inscrits / Participation                        | 8 122 985 | 88,47 |               |        |               |         |

### Résultats par collège

#### Néerlandophone
| Parti ou coalition       | Parti ou coalition                              | Voix      | %     | +/-   | Sièges | +/-           | Groupe    |
| ------------------------ | ----------------------------------------------- | --------- | ----- | ----- | ------ | ------------- | --------- |
|                          | Nieuw-Vlaamse Alliantie (N-VA)                  | 954 048   | 22,44 | 4,23  | 3      | 1             | CRE       |
|                          | Vlaams Belang (VB)                              | 811 169   | 19,08 | 12,32 | 3      | 2             | ID        |
|                          | Open Vlaamse Liberalen en Democraten (Open LVD) | 678 051   | 15,95 | 4,45  | 2      | 1             | RE        |
|                          | Christen-Democratisch en Vlaams (CD&V)          | 617 651   | 14,53 | 5,43  | 2      | en stagnation | PPE       |
|                          | Groen                                           | 525 908   | 12,37 | 1,75  | 1      | en stagnation | Verts/ALE |
|                          | Socialistische Partij Anders (sp.a)             | 434 002   | 10,21 | 2,98  | 1      | en stagnation | S&D       |
|                          | Parti du travail de Belgique (PVDA)             | 210 391   | 4,95  | 2,55  | 0      | en stagnation | GUE/NGL   |
|                          | Volt                                            | 20 385    | 0,48  | Nv.   | 0      | en stagnation |           |
| Votes valides            | Votes valides                                   | 4 251 605 |       |       |        |               |           |
| Votes blancs et nuls     |                                                 |           |       |       |        |               |           |
| Total                    | Total                                           |           | 100   | -     | 12     | en stagnation | -         |
| Abstentions              |                                                 |           |       |       |        |               |           |
| Inscrits / Participation |                                                 |           |       |       |        |               |           |

#### Francophone
| Parti ou coalition       | Parti ou coalition                 | Voix      | %     | +/- | Sièges | +/-           | Groupe    |
| ------------------------ | ---------------------------------- | --------- | ----- | --- | ------ | ------------- | --------- |
|                          | Parti socialiste (PS)              | 651 157   | 26,69 | 2,6 | 2      | 1             | S&D       |
|                          | Ecolo                              | 485 655   | 19,91 | 8,2 | 2      | 1             | Verts/ALE |
|                          | Mouvement réformateur (MR)         | 470 654   | 19,29 | 7,8 | 2      | 1             | RE        |
|                          | Parti du travail de Belgique (PTB) | 355 883   | 14,59 | 9,1 | 1      | 1             | GUE/NGL   |
|                          | Centre démocrate humaniste (CdH)   | 218 078   | 8,94  | 2,4 | 1      | en stagnation | PPE       |
|                          | DéFI                               | 144 555   | 5,92  | 2,5 | 0      | en stagnation |           |
|                          | Parti populaire (PP)               | 113 793   | 4,66  | 1,3 | 0      | en stagnation |           |
|                          |                                    |           |       |     |        |               |           |
| Votes valides            | Votes valides                      | 2 439 775 |       |     |        |               |           |
| Votes blancs et nuls     |                                    |           |       |     |        |               |           |
| Total                    | Total                              |           | 100   | -   | 8      | en stagnation | -         |
| Abstentions              |                                    |           |       |     |        |               |           |
| Inscrits / Participation |                                    |           |       |     |        |               |           |

#### Germanophone
| Parti ou coalition       | Parti ou coalition                        | Voix   | %     | +/-  | Sièges | +/-           | Groupe |
| ------------------------ | ----------------------------------------- | ------ | ----- | ---- | ------ | ------------- | ------ |
|                          | Christlich Soziale Partei (CSP)           | 14 247 | 34,94 | 4,60 | 1      | en stagnation | PPE    |
|                          | Ecolo                                     | 6 675  | 16,37 | 0,29 | 0      | en stagnation |        |
|                          | ProDG                                     | 5 360  | 13,14 | 0,08 | 0      | en stagnation |        |
|                          | Partei für Freiheit und Fortschritt (PFF) | 4 684  | 11,49 | 4,57 | 0      | en stagnation |        |
|                          | SP Regionalverband Ostbelgien (SP)        | 4 655  | 11,42 | 3,70 | 0      | en stagnation |        |
|                          | Vivant                                    | 4 550  | 11,16 | 2,56 | 0      | en stagnation |        |
|                          | DierAnimal                                | 606    | 1,49  | Nv.  | 0      | en stagnation |        |
|                          |                                           |        |       |      |        |               |        |
| Votes valides            | Votes valides                             | 40 777 | 92,98 |      |        |               |        |
| Votes blancs et nuls     | Votes blancs et nuls                      | 3 078  | 7,02  |      |        |               |        |
| Total                    | Total                                     | 43 855 | 100   | -    | 1      | en stagnation | -      |
| Abstentions              | Abstentions                               | 7 268  | 14,22 |      |        |               |        |
| Inscrits / Participation | Inscrits / Participation                  | 51 123 | 85,78 |      |        |               |        |

### Résultats par province
| Province       | PS    | PS   | MR    | MR   | Ecolo | Ecolo | PTB   | PTB   | CdH   | CdH  | DéFi | DéFi | PP   | PP   |
| Province       | %     | +/-  | %     | +/-  | %     | +/-   | %     | +/-   | %     | +/-  | %    | +/-  | %    | +/-  |
| -------------- | ----- | ---- | ----- | ---- | ----- | ----- | ----- | ----- | ----- | ---- | ---- | ---- | ---- | ---- |
| Brabant Wallon | 16,16 | 2,50 | 32,21 | 9,14 | 26,08 | 10,51 | 7,72  | 5,29  | 7,48  | 1,30 | 6,49 | 3,00 | 3,86 | 1,83 |
| Hainaut        | 34,95 | 0,76 | 15,68 | 7,52 | 14,65 | 5,98  | 17,28 | 11,43 | 7,44  | 2,84 | 4,62 | 2,44 | 5,38 | 1,37 |
| Liège          | 27,43 | 3,05 | 19,17 | 6,64 | 18,46 | 7,28  | 16,73 | 8,64  | 7,53  | 2,55 | 4,82 | 2,81 | 5,86 | 1,31 |
| Namur          | 24,51 | 1,81 | 19,68 | 9,68 | 19,25 | 7,20  | 13,02 | 8,20  | 12,72 | 0,81 | 6,14 | 3,81 | 4,68 | 1,79 |
| Luxembourg     | 18,72 | 2,82 | 21,22 | 7,46 | 18,94 | 7,83  | 9,56  | 7,11  | 23,42 | 0,94 | 4,02 | 2,33 | 4,12 | 1,73 |
| Bruxelles      | 19,46 | 4,77 | 13,62 | 7,44 | 23,50 | 10,29 | 12,36 | 8,33  | 5,08  | 3,56 | 8,08 | 0,97 | 2,12 | 0,35 |

| Province            | N-VA  | N-VA | VB    | VB    | CD&V  | CD&V | Open Vld | Open Vld | sp.a  | sp.a | Groen | Groen | PvdA | PvdA |
| Province            | %     | +/-  | %     | +/-   | %     | +/-  | %        | +/-      | %     | +/-  | %     | +/-   | %    | +/-  |
| ------------------- | ----- | ---- | ----- | ----- | ----- | ---- | -------- | -------- | ----- | ---- | ----- | ----- | ---- | ---- |
| Anvers              | 27,50 | 3,99 | 19,20 | 11,18 | 12,20 | 6,22 | 12,42    | 2,34     | 8,24  | 3,66 | 13,44 | 1,53  | 6,57 | 3,07 |
| Limbourg            | 19,84 | 7,13 | 20,37 | 13,57 | 18,72 | 4,88 | 14,11    | 2,54     | 13,45 | 2,85 | 7,97  | 0,80  | 5,23 | 2,73 |
| Flandre-Orientale   | 19,94 | 5,05 | 20,44 | 13,44 | 13,40 | 5,19 | 18,55    | 5,31     | 9,69  | 2,76 | 12,82 | 1,86  | 4,68 | 2,48 |
| Brabant flamand     | 23,19 | 1,43 | 14,37 | 9,06  | 13,50 | 5,29 | 19,18    | 6,64     | 9,52  | 2,32 | 15,19 | 3,28  | 4,46 | 2,75 |
| Flandre-Occidentale | 19,83 | 4,79 | 21,41 | 15,30 | 18,03 | 5,14 | 14,52    | 5,23     | 12,36 | 2,83 | 10,04 | 0,60  | 3,33 | 1,62 |
| Bruxelles           | 2,80  | 0,93 | 1,53  | 0,78  | 1,12  | 0,42 | 4,95     | 1,43     | 1,22  | 0,40 | 3,33  | 1,27  | 0,61 | 0,38 |

## Groupes parlementaires
Le PTB rejoint le groupe de la Gauche unitaire européenne/Gauche verte nordique aux côtés de La France insoumise (France), de Podemos (Espagne) ou encore de SYRIZA (Grèce).
Ecolo et Groen restent au sein du Groupe des Verts/Alliance libre européenne ; Philippe Lamberts (Ecolo) est réélu à la coprésidence du groupe qui devient la quatrième force politique au Parlement européen. 
Le MR et l'Open Vld restent au sein de l'Alliance des démocrates et des libéraux pour l'Europe (ALDE), renommée Renew Europe à la demande des députés de La République en marche (France) l'ayant rejoint. Guy Verhofstadt (Open Vld), président de l'ALDE depuis 2009, ne se représente pas à la présidence du groupe et est remplacé par Dacian Cioloș (Roumanie).
La N-VA reste au sein du groupe des Conservateurs et réformistes européens (CRE). Un doute restait cependant jusqu'au 18 juin 2019 quant à la possibilité que la N-VA ne change de groupe ou ne fonde le sien : la défaite des conservateurs britanniques et leur départ prochain lors du Brexit change en effet le rapport de force au sein du CRE, amenant à la domination du parti Droit et justice (Pologne). 
Le Vlaams Belang rejoint le nouveau groupe Identité et démocratie fondé par le Rassemblement national (France) et la Ligue du Nord (Italie).
| Groupe                                       | Voix      | Voix  | Voix | Sièges | Sièges |
| Groupe                                       | Nombre    | %     | +/-  | Nombre | +/-    |
| -------------------------------------------- | --------- | ----- | ---- | ------ | ------ |
| Renew Europe (RE)                            | 1 153 389 | 17,13 |      | 4 / 22 |        |
| Socialistes et Démocrates (S&D)              | 1 089 814 | 16,19 |      | 4 / 22 |        |
| Verts/Alliance libre européenne (Verts/ALE)  | 1 018 238 | 15,12 |      | 3 / 22 |        |
| Conservateurs et réformistes européens (CRE) | 954 048   | 14,17 |      | 3 / 22 |        |
| Parti populaire européen (PPE)               | 848 976   | 12,98 |      | 4 / 22 |        |
| Identité et démocratie (ID)                  | 811 169   | 12,05 |      | 3 / 22 |        |
| Gauche au Parlement européen (GUE/NGL)       | 566 274   | 8,42  |      | 1 / 22 |        |

## Compléments